# Engelbert Zaschka

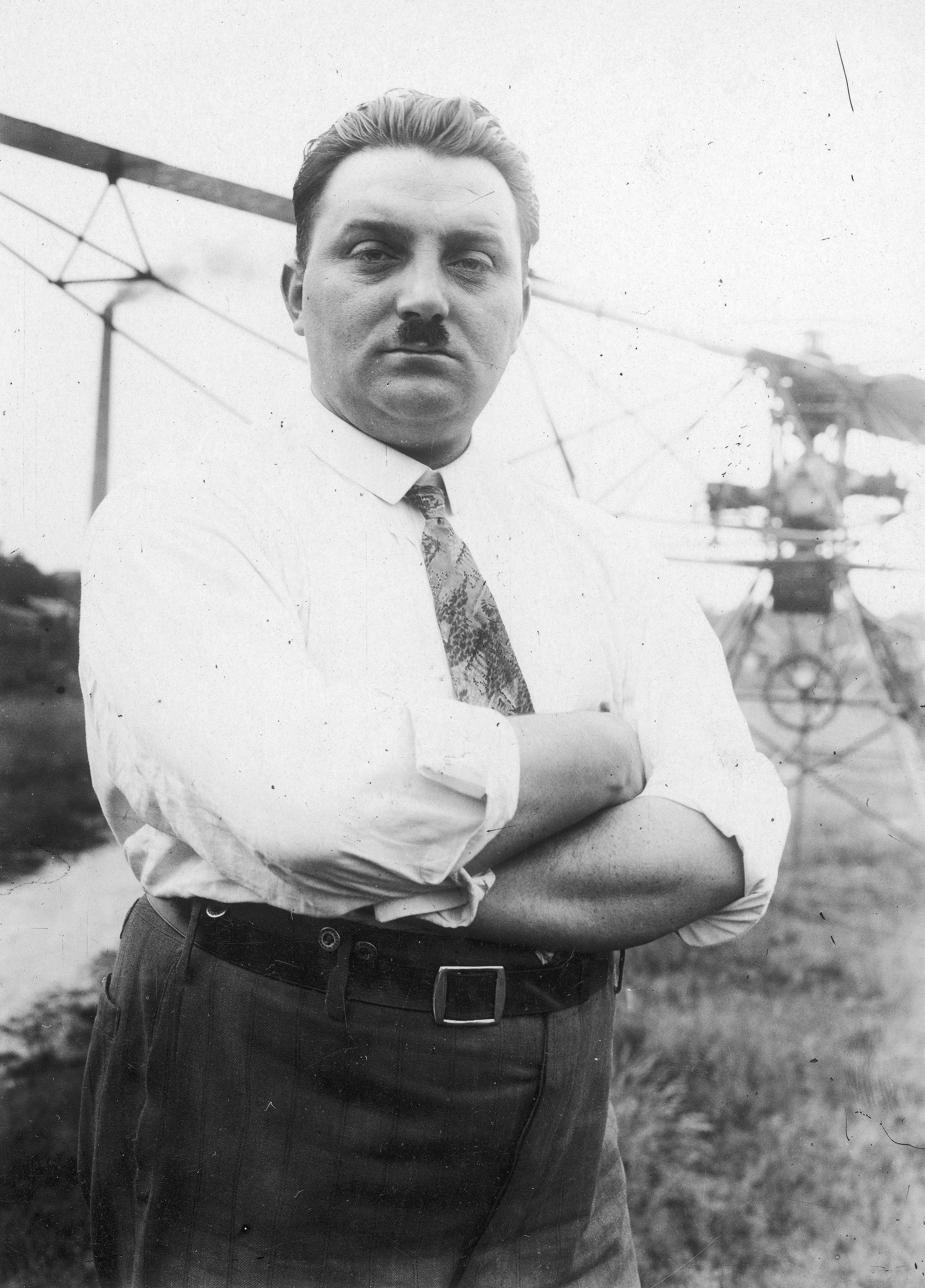
Erfinder Engelbert Zaschka mit seinem ersten Hubschraubermodell „Z I“, Berlin 1927

Engelbert Zaschka (* 1. September 1895 in Freiburg im Breisgau; † 26. Juni 1955 ebenda) war ein deutscher Ingenieur, Konstrukteur und Erfinder. Zaschka zählt zu den deutschen Hubschrauberpionieren und war ein Pionier des Fliegens mit Muskelkraft sowie des Faltautos.
Zaschka entwickelte und konstruierte unter anderem mit seinem Rotationsflugzeug eine eigene Klasse der Drehflügelflugzeugsysteme, den ersten zerlegbaren und faltbaren Kleinwagen (Faltauto), ein frühes Muskelkraft-Flugzeug und eigene Motorsysteme. Er meldete zahlreiche Patente an. Von 1921 bis 1925 war er Chefkonstrukteur des Motorrads Orionette der Orionette AG für Motorfahrzeuge. Er veröffentlichte das erste deutschsprachige Werk über Trag- und Hubschrauber und verfasste diverse technische Fachartikel.

## Leben

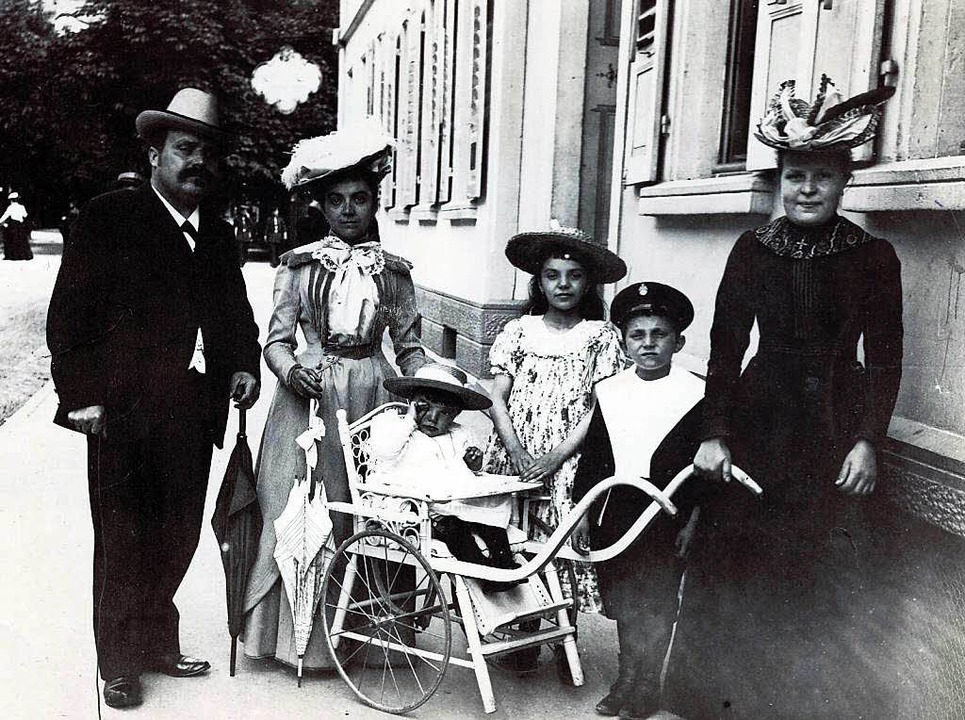
Familie Zaschka in Freiburg im Breisgau im Jahr 1901 (von links): Die Eltern Wenzel und Emilie, Bruder im Kinderwagen, Schwester, Engelbert Zaschka, ein Kindermädchen.

Engelbert Zaschka stammte aus einer Musikerfamilie, sein Vater Wenzel lehrte Zither und spielte im Freiburger Stadtorchester, seine Mutter Emilie, geborene Rombach, war Sängerin; er war das zweitälteste von vier Kindern. Er wuchs in der Scheffel- und in der Bürgerwehrstraße auf, wo sein Vater 1910 das im Jugendstil erbaute Mietshaus Nr. 11 errichten ließ. Mit 14 Jahren meldete er sein erstes Patent an, gründete einen „Hobbyfliegerclub“ in Freiburg-Wiehre und machte angeblich erste Flugversuche am Freiburger Schlossberg.
Nach dem Besuch der Höheren Bürgerschule in Freiburg ging er zum Ingenieurstudium nach Altenburg. Danach arbeitete er als Ingenieur bei Rheinmetall in Düsseldorf und ging 1916 nach Berlin. Dort war er als Chefkonstrukteur bei der Orion Aktiengesellschaft für Motorfahrzeuge tätig. In den 1930er und 1940er Jahren war Zaschka bei den Henschel Flugzeug-Werken angestellt. In Berlin war er 1926 im Stadtteil Neukölln in der Lichtenrader Straße 59 gemeldet, 1929 in der Selchower Straße 15/16 nahe dem Tempelhofer Flugfeld, 1934 in der Flughafenstraße 21 und 1943 in der Weserstraße 34a.
Nach dem Zweiten Weltkrieg ließ er sich wieder in Freiburg im Breisgau nieder, wo er in der Türkenlouisstraße 47 eine Werkstatt (Fahrzeugfabrik. Familienfahrräder bzw. Zaschka-Fahrzeugfabrik) betrieb. Zaschka starb am 26. Juni 1955 im Alter von 59 Jahren in seiner Geburtsstadt Freiburg im Breisgau.

## Erfinder und Ingenieur

### Trag- und Hubschrauber sowie Muskelkraft-Flugzeug

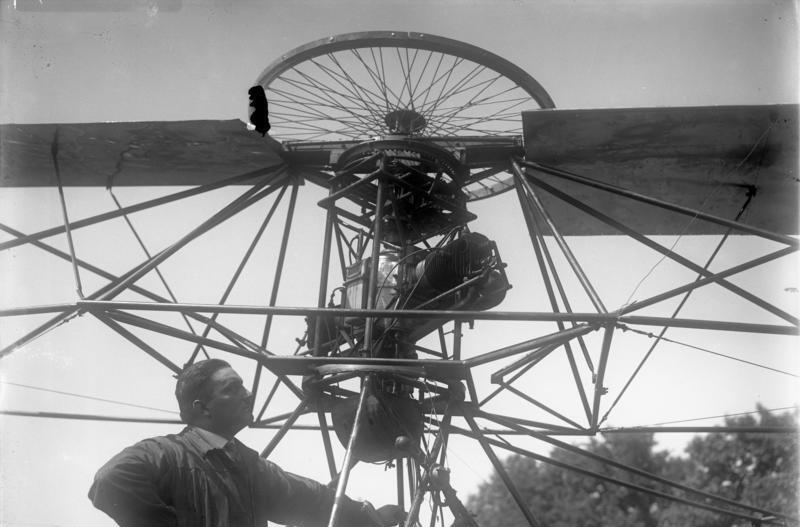
Bild und Text aus dem Bundesarchiv (1927), Fotograf: Georg Pahl: „Das Rotationsflugzeug der Zukunft! Das Rotationsflugzeug des deutschen Ing. Zaschka […] konnte auf dem Prüfstand senkrecht starten.“

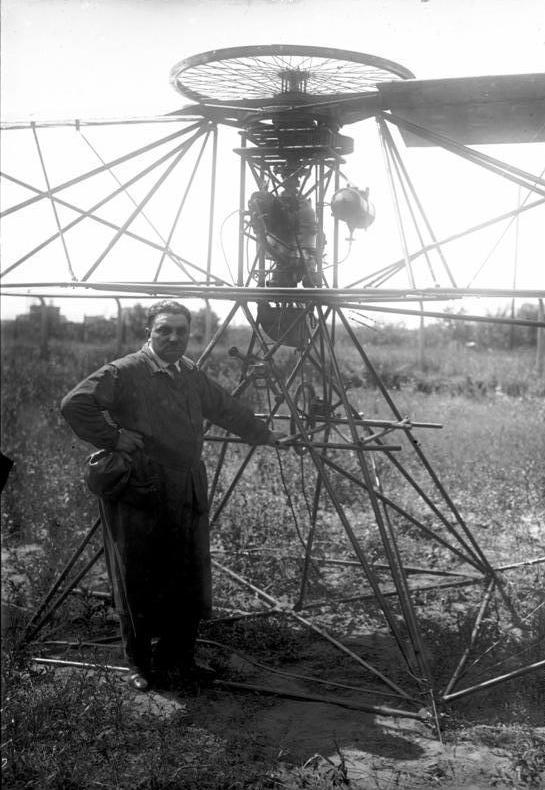
Engelbert Zaschka mit Rotationsflugzeug (1927), Aufnahme aus dem Bundesarchiv, Fotograf: Georg Pahl

#### Zaschka-Rotationsflugzeug „Z I“ (1926)

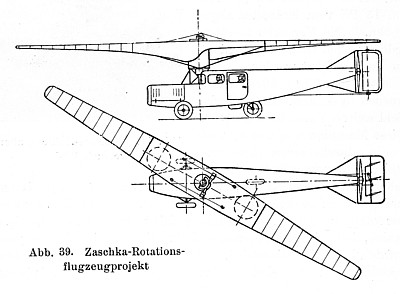
Zaschka-Rotationsflugzeug-Projekt: Kombinierter Trag- und Hubschrauber, 1928

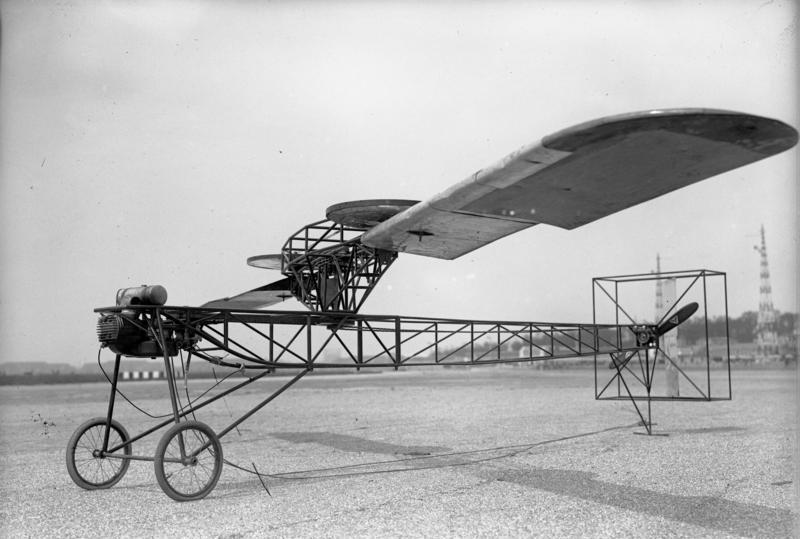
Flughafen Berlin-Tempelhof, Modell des Zaschka-Rotationsflugzeuges (1928), Aufnahme aus dem Bundesarchiv, Fotograf: Georg Pahl

In den Jahren 1926/27 konstruierte und präsentierte Engelbert Zaschka einen der ersten Vorläufer des Trag- und Hubschraubers. Der grundlegende Entwurf der Maschine ist in Zaschkas Patent Nr. 573 961, das am 18./19. Juni 1926 im Deutschen Reich eingereicht wurde, mit „Hubschraubenflugzeug“ betitelt. Seine Erfindung wurde in der Folgezeit auch in den USA, Großbritannien, Frankreich, Schweiz und Dänemark patentiert.

„Ein für die Flugfahrt historischer Moment war es, als dieser Tage, vor nur wenigen Zuschauern, auf dem Berliner Flugplatz Johannistal, ein Gelände, das durch Tradition eng verbunden ist mit der frühesten Phase der deutschen Luftfahrt, die ersten Aufstiegversuche mit dem Zaschka-Flugzeug vonstatten gingen. Ein ungewöhnlicher und überraschender Anblick: das Flugzeug stieg kerzengerade in die Höhe; nach einer Weile verlangsamte sich das Tempo und das Flugzeug blieb oben stehen; dann senkte es sich leise, vollkommen vertikal nach unten; in senkrecht abwärts führendem Flug kam es wieder unten auf dem Boden an.“

Bei Zaschkas Erfindung handelt es sich um einen Drehflügler, einen kombinierten Trag- und Hubschrauber. Die Besonderheit des Zaschka-Rotationsflugzeugs bestand darin, dass über dem Zweiblattrotor ein Speichenrad als horizontal rotierender Kreisel installiert war, der zur Stabilitätserhöhung im Flug diente und die Absturzgefahr bei Motorausfall mindern sollte. Der darunter eingebaute Motor war mit einer Welle über eine ausrückbare Kupplung mit dem über dem Rotor drehenden Speichenrad verbunden. Das auch als Energiespeicher fungierende Speichenrad trieb über ein Untersetzungsgetriebe den Hauptrotor an. Bei Ausfall des Motors konnte dieser vom Rotor abgekoppelt werden. Der Einstellwinkel der Rotorblätter sollte dann so verändert werden, dass der Rotor durch den entstehenden Fallwind weiter angetrieben werden wird (Autorotation) und die kinetische Energie im Kreisel gespeichert wird. In Bodennähe sollte schließlich der Blattwinkel wieder auf den für den Aufstieg gültigen Wert verändert werden, wodurch mit Hilfe der im Kreisel gespeicherten Energie Rotorschub nach oben erzeugt würde. So sollte auch bei Motorausfall eine gefahrlose Landung ermöglicht werden. In Zaschkas Patentschrift „Hubschraubenflugzeug“ heißt es dazu:

„Wenn es auch bisher gelungen ist, Schraubenflieger zu bauen, die genügend Auftrieb erzeugten, so ist es bisher doch noch nicht gelungen, die Stabilität der Hubschraube sowie das Gleitvermögen bei abgestelltem Motor zu erreichen. Der Erfindung gemäss wird nun die Stabilität eines derartigen Flugzeuges dadurch erreicht, dass mit einem umlaufenden Tragflächensystem eine umlaufende Masse verbunden ist. Durch Anordnung einer rotierenden Schwungmasse wird ausser der Stabilität auch erreicht, dass analog dem Drachenflugzeug die im Kreisel innewohnende kinetische Energie über plötzlich auftretende Hindernisse hinweghilft, dadurch, dass dieselbe in Arbeit umgewandelt wird.“

Bei der im Jahr 1927 nach dem oben beschriebenen Konzept konstruierten Versuchsmaschine wurde eine Hubschraube mit 14 Metern Durchmesser auf einem Prüfstand montiert. Zaschka gelang es mit einer Motorleistung von 30 PS, den 360 Kilogramm schweren Apparat vom Erdboden starten zu lassen. Der Rotor drehte dabei mit 100 min−1, während der Kreisel eine Drehzahl von 1450 min−1 hatte. Wegen fehlender finanzieller Mittel konnte die Versuchsreihe nicht fortgesetzt werden.

#### Zaschka-Rotationsflugzeug „Z II“ (1928)
Am Flughafen Berlin-Tempelhof führte Zaschka 1928 Experimente mit einem weiteren Modell durch, dem Zaschka Helikopter bzw. Rotationsflugzeug, das 7 Meter Spannweite hatte und mit einem 300 cm³ DKW-Motor ausgestattet war. Wenngleich sich diese ersten Versuchsmodelle nur in geringe Höhe erhoben, wurde doch deutlich, dass beim Abbremsen des Motors der Apparat langsam auf den Erdboden heruntersank und unbeschädigt aufsetzte.
Der Rotorantrieb dieses Geräts war bereits mit einem Gyroskop ausgestattet, das die Achse gegen Wind oder gegen Nebeneffekte der Steuerung stabilisierte. Andernfalls wäre das Fluggerät nur sehr schwer steuerbar gewesen. Zur Höhensteuerung konnten die Anstellwinkel der Rotorblätter vom Führersitz aus verstellt werden. Eine am Rumpfende sitzende Luftschraube sollte den horizontalen Vortrieb erzeugen, wurde jedoch nicht mehr praktisch erprobt, da die finanziellen Mittel für weitere Testläufe und Weiterentwicklungen fehlten.
Erst im Jahr 1936 gelang es Henrich Focke und Gerd Achgelis mit dem Modell Focke-Wulf Fw 61 den ersten voll steuerbaren Hubschrauber zu entwickeln.

#### Zaschka Muskelkraft-Flugzeug (1933–1934)

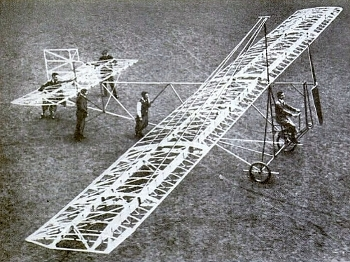
Das Zaschka Muskelkraft-Flugzeug, Berlin 1934

Im Jahre 1934 präsentierte Zaschka das Zaschka Muskelkraft-Flugzeug, einen Eindecker mit Stahlrohrrahmen und einem schmalen Flügel von ungefähr 20 Metern Spannweite. Zum Starten wurde das Flugzeug von bis zu vier Männern auf die erforderliche Startgeschwindigkeit beschleunigt.
Bei Flugversuchen am 11. Juli 1934 konnte Engelbert Zaschka in Tempelhof damit ohne fremde Starthilfe Schwebeflüge von 20 Meter Weite erreichen. Somit handelte es sich um einen muskelkraftgetriebenen Flug ohne Startgerät.

### Automobil- und Motorrad-Konstruktion

#### Motorrad „Orionette“ (1921–1925)
In den Jahren 1921 bis 1925 war Engelbert Zaschka als Oberingenieur und Chefkonstrukteur der Orion Aktiengesellschaft für Motorfahrzeuge in Berlin  maßgeblich am Bau des Motorrads Orionette beteiligt. Das auch unter dem Namen Orionette AG für Motorfahrzeuge bekannte Unternehmen war in den 1920er und 1930er Jahren im Industriehof Oranienstraße 6. in Berlin-Kreuzberg ansässig.
Die Orionette AG war eines der wichtigsten Berliner Unternehmen für Auto- und Motorradbau der 1920er Jahre.

#### Faltbares Auto: Zaschka-Faltauto (1928–1929)

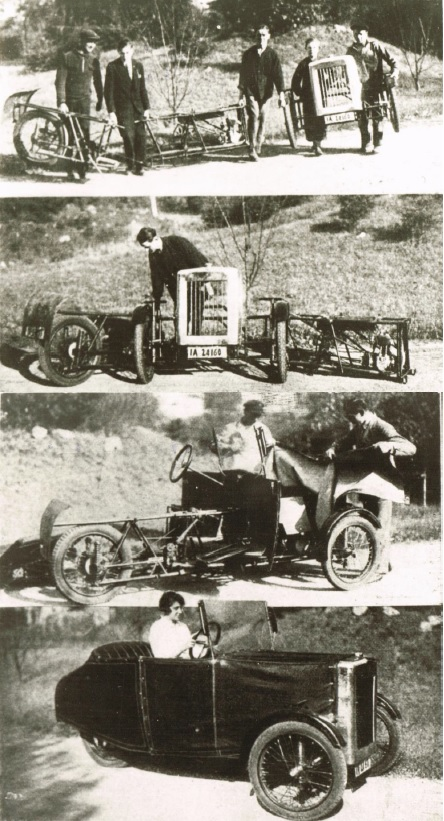
1928/1929 präsentierte Engelbert Zaschka in Berlin das erste Faltauto.

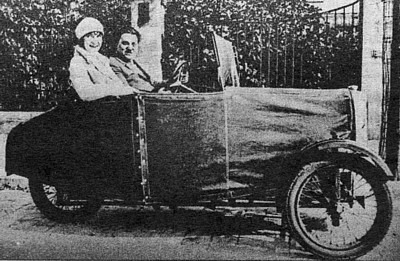
Der zerlegbare Kleinwagen: Zaschka-Faltauto (1929).

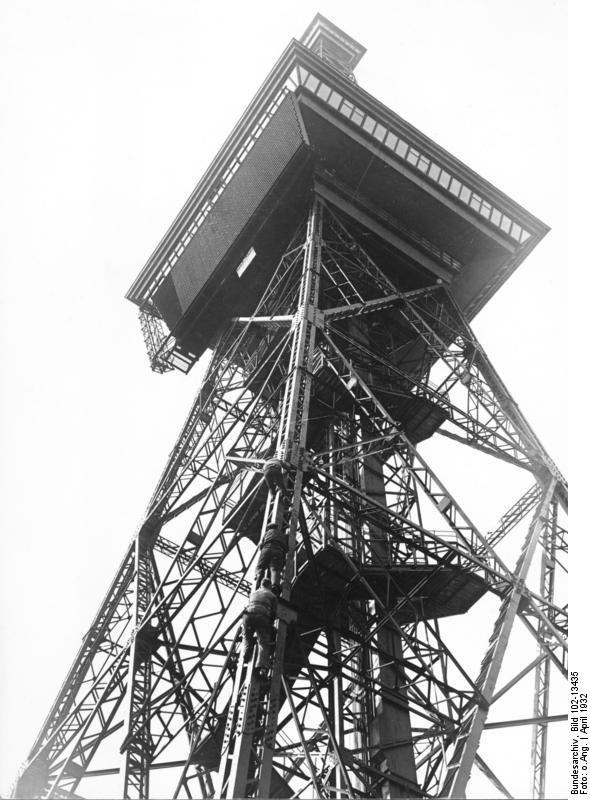
Zaschka erklomm 1928 mit seinem Faltauto die oberste Plattform des Berliner Funkturms.

Verkehrsraum- und Parkplatzprobleme in Großstädten zeigten sich bereits in den 1920er Jahren. 1928/1929 präsentierte Engelbert Zaschka in Berlin das erste Faltauto, um dieses Problem zu lösen. Zaschkas Auto war zusammenklappbar und in drei Teile zerlegbar, benötigte also keine Garage, sondern konnte in der Wohnung abgestellt werden. Auf- und Abbau des Wagens sollten von zwei Personen jeweils innerhalb von fünf Minuten bewältigt werden.
An dem Rohrrahmen des Fahrzeugs war ein mit Stoff bezogenes Leichtbaugerippe befestigt. Die beiden Vorderräder waren einzeln aufgehängt, das Hinterrad wie bei einem Motorrad. Im Heck befand sich der luftgekühlte Einzylindermotor, der über ein Stirnradgetriebe das Hinterrad antrieb; die vordere Kühlermaske war lediglich eine Attrappe.  Motor und Getriebe waren fest miteinander verblockt. Das Auto erreichte eine Höchstgeschwindigkeit von 40 bis 50 km/h.
Um die Transportabilität des Fahrzeugs zu demonstrieren, bestieg Zaschka mit seinem ersten Faltauto 1928 die oberste Plattform des Berliner Funkturms.
Eine Serienfertigung scheiterte an wirtschaftlichen und technischen Hindernissen. Mehr als 1000 Reichsmark (heute: ca. 4.300 Euro) sollte der transportable Wagen nicht kosten. Dafür war schon die Herstellung des Rohrrahmens erheblich zu teuer. Eine selbsttragende Karosserie wäre ebenfalls zu aufwendig in der Herstellung gewesen und hätte durch das verwendete Stahlblech das Auto zu schwer gemacht. Zudem war zu jener Zeit fast keines der Bauteile genügend ausgereift.

### Weitere Erfindungen (Auswahl)
| Jahr           | Erfindung                                                                         | Erklärung |
| -------------- | --------------------------------------------------------------------------------- | --- |
| 1934           | Tragbarer, mobiler Motor                                                          | Im Januar 1934 ließ Zaschka seine Erfindung eines mobilen Motors für landwirtschaftliche Zwecke beim United States Patent and Trademark Office patentieren. Die Patentrechte am Portable Power Plant-Motor trat Zaschka 1934 zur Hälfte an ein Unternehmen mit Sitz im Haus Busch in Hagen (Westfalen) ab.                                      |
| 1936/1937/1949 | ‚Zaschka‘-Faltrad                                                                 | Fahrrad zum Zusammenklappen (Klapprad). Zaschka hatte bereits 1936 ein zerlegbares Fahrrad gebaut, das nur 10 Kilo wog. „Der Erfinder dieser Maschine, Herr Zaschka, ein Berliner Ingenieur, hat eine Lösung für das Fahrradparkproblem gefunden. Das Fahrrad kann zusammengeklappt und leicht getragen oder auf engstem Raum verstaut werden.“ |
| 1949/50        | ‚Zaschka‘-Klappski; Zweiteilige Ski und zweiteilige Skistöcke zum Zusammenklappen | Die Ski und Skistöcke ließen sich in zehn Sekunden zusammensetzen. |

## Rezeption

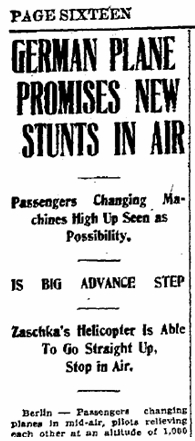
US-amerikanischer Zeitungsartikel über den Zaschka-Hubschrauber (1927): Zaschka’s Helicopter Is Able To Go Straight Up. Stop in Air.

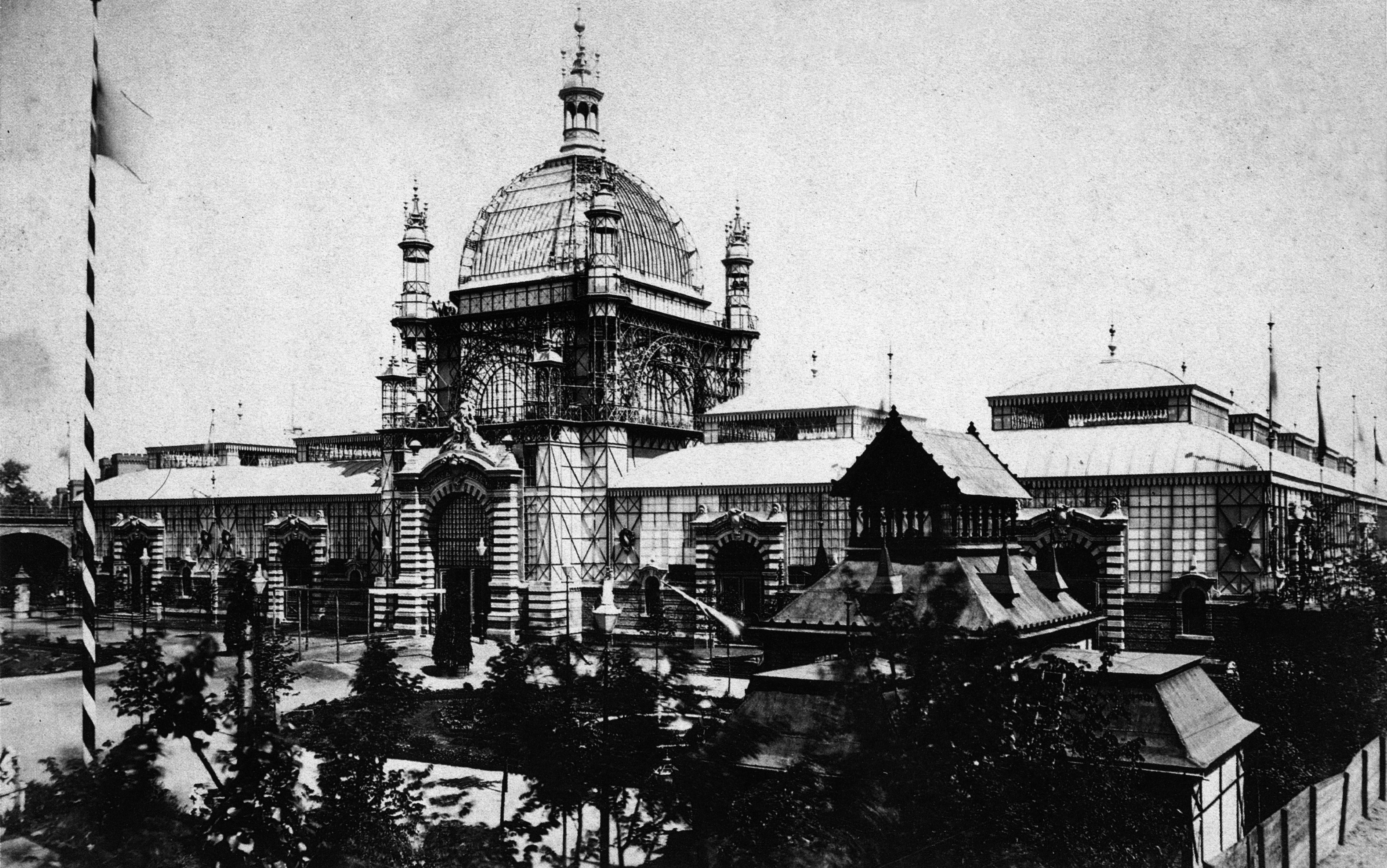
Der ULAP-Ausstellungspalast in Berlin: Die Deutsche Luftfahrtsammlung Berlin war hier von 1936 bis 1941 ansässig. Der Zaschka Hubschrauber zählt zum Museumsinventar.

Engelbert Zaschka war vor allem in den 1920er und 1930er Jahren ein bekannter deutscher Erfinder, der auch in den USA Beachtung fand. Über Zaschkas Erfindungen wurde im In- und Ausland berichtet, Fotografien erschienen in wissenschaftlichen und populären Veröffentlichungen vieler Länder. So fotografierte z. B. der Pressefotograf und Journalist Georg Pahl in den 1920er und beginnenden 1930er Jahren Engelbert Zaschka mit seinen Erfindungen. Zeitungen wie die New York Times, Washington Post, The Argus (Melbourne), Diario ABC (Madrid) sowie Daily Mirror (London) veröffentlichten Artikel über die Hubschrauberentwicklungen von Zaschka. Die Berichterstattung hebt die ersten technischen Erfolge sowie die mit Zaschkas Konstruktion verbundenen Erwartungen und Zukunftsaussichten hervor. So schrieb beispielsweise die Zeitung The Bee (Danville, Virginia):

“His [Engelbert Zaschka’s] plane, the first helicopter, which ever worked so successfully in miniature, not only rises and descends vertically, but is able to remain stationary at any height. German airplane experts assert that such a flight as that of Captain [Charles] Lindbergh’s from New York to Paris would not even be a feat for Zaschka’s plane when it was perfected. […] Herr Zaschka is fully aware that the perfection of his invention will be the greatest forward step in aviation since the Wright brothers made their historical hop. As he pointed out, the danger of flying would immediately be decreased by at least 80 per cent, since four fifths of the accidents in flying occur either in the takeoff or in landing. […] A motor giving thirty to forty horsepower is installed in Zaschka’s present experimental machine. It is so delicately adjusted that he has been able to keep the plane at a height of several feet above the ground, with no movement either up or down.”

„Sein [Engelbert Zaschkas] Flugzeug – der erste Hubschrauber, der jemals so erfolgreich in Miniatur funktioniert hat – steigt und sinkt nicht nur vertikal, sondern ist auch in der Lage, in jeder Höhe stehen zu bleiben. Deutsche Flugzeugexperten erklären, dass ein Flug wie der von Captain [Charles] Lindbergh von New York nach Paris nicht einmal eine Großtat für Zaschkas Flugzeug wäre, wenn es perfektioniert würde. […] Herr Zaschka ist sich völlig bewusst, dass die Vervollkommnung seiner Erfindung der größte Fortschritt in der Luftfahrt sein wird, seit die Brüder Wright ihren historischen Sprung machten. Wie er erklärte, verringere sich die Gefahr des Fliegens sofort um mindestens 80 Prozent, da 4/5 der Flugunfälle entweder beim Start oder bei der Landung aufträten. […] Ein Motor mit 30 bis 40 PS ist in Zaschkas derzeitiger Versuchsmaschine eingebaut. Dieser ist so fein reguliert, dass er in der Lage war, das Flugzeug ohne Auf- oder Abwärtsbewegung auf einer Höhe von mehreren Fuß über dem Erdboden zu halten.“

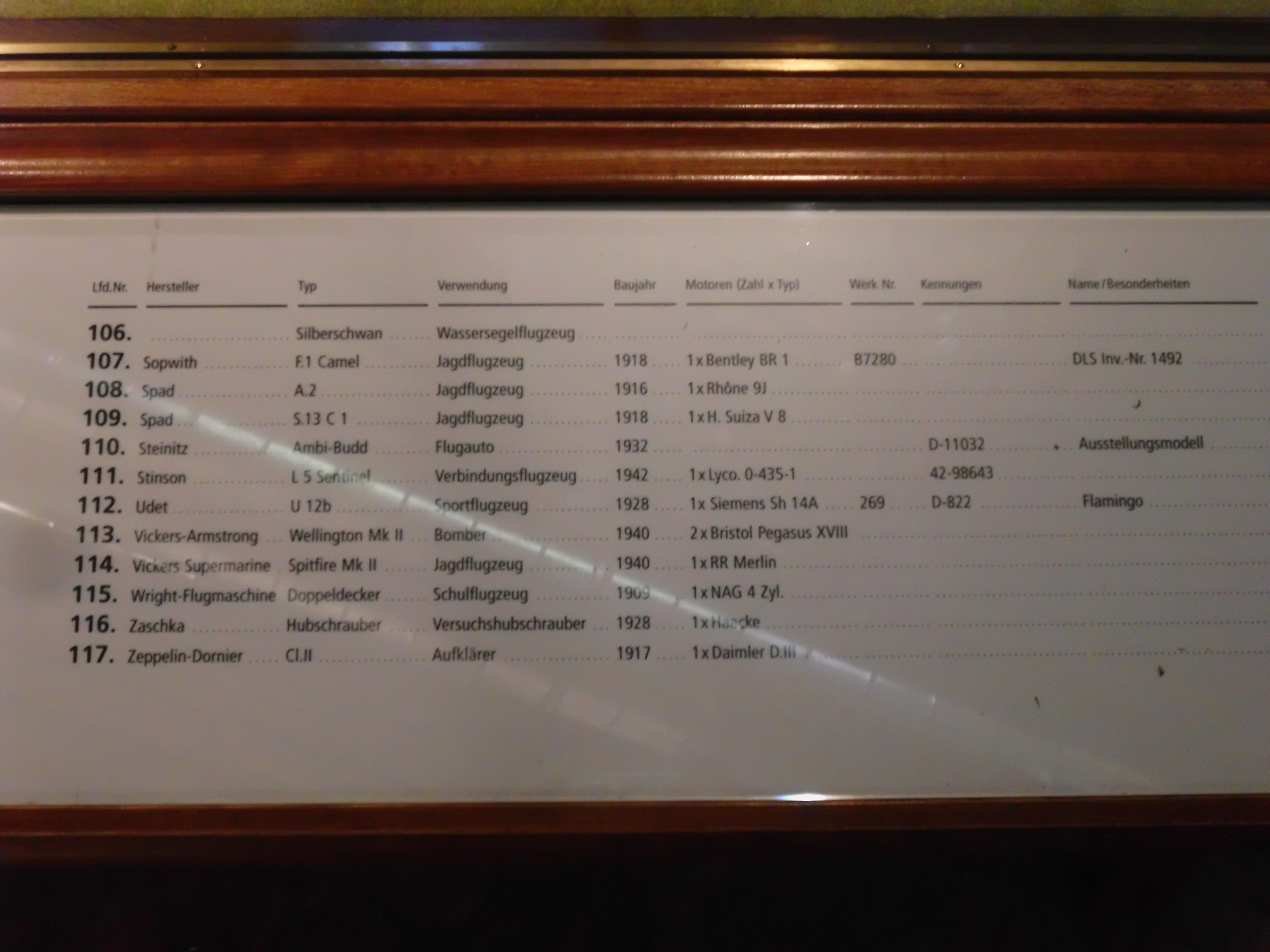
Der Zaschka-Hubschrauber war Bestandteil der Deutschen Luftfahrtsammlung Berlin. Das Modell wird im Deutschen Technikmuseum Berlin unter der laufenden Nummer 116 gelistet.

Da Zaschkas Projekte (wie das des Trag- und Hubschraubers) hauptsächlich wegen fehlender finanzieller Mittel letztlich nicht zur Verwirklichung gelangten, geriet er in der Folgezeit weitgehend in Vergessenheit.
Das National Air and Space Museum in Washington, D.C. verfügt über einen Archivbestand mit Dokumenten und Fotografien (Zaschka Document and Photograph Files) des Zaschka Trag- und Hubschraubers sowie des Zaschka Muskelkraft-Flugzeugs.
Die History of Aviation Collection der University of Texas at Dallas enthält unter anderem die Sammlung des US-Navy Admirals Charles E. Rosendahl. In der Vice Admiral Charles E. Rosendahl Lighter-than-Air Collection (Leichter-als-Luft-Technologie-Sammlung) befinden sich Fotografien von frühen Luftfahrtpionieren wie Engelbert Zaschka und seinem Hubschrauber.
Holger Steinle ist im Auftrag des Deutschen Technikmuseums Berlin immer noch auf der Suche nach Exponaten der Deutschen Luftfahrtsammlung Berlin. Das Museum sucht gegenwärtig unter anderem den Prototyp des Zaschka Hubschraubers, der bis 1941 zum Museumsinventar der Deutschen Luftfahrtsammlung zählte.
Richard A. Lupoff greift in seinem Roman Marblehead. A Novel of H. P. Lovecraft (2006) die Hubschrauber-Erfindung von Engelbert Zaschka aus dem Jahr 1927 auf.

## Medienbeiträge

### TV-Dokumentationen, in denen Zaschka behandelt wird
- Große Ideen – kleine Flops: Geistesblitze von A bis Z. Dokumentation, Deutschland, 2016, 90 Minuten, Autoren: Andreas Kölmel und Jürgen Vogt; Produktion: SWR Fernsehen, Deutsche Erstausstrahlung: 16. Mai 2016; Informationen zur Dokumentation; Dokumentations-Ausschnitt Zaschka: YouTube.
- Technikgeschichten aus dem Südwesten – Der Hubschrauber. Dokumentation, Deutschland 2018, 45 Minuten, Autoren: Ulrike Gehring und Isabelle Arnold; Interviewpartner: Holger Steinle; Produktion: SWR Fernsehen und Screen-Art Production Frankfurt am Main, Deutsche Erstausstrahlung: 15. Januar 2019; Informationen zur Dokumentation; Dokumentations-Ausschnitt: YouTube.

### Radiobeiträge und Podcast
- Engelbert Zaschka, Erfinder (Geburtstag 1. September 1895), WDR ZeitZeichen vom 1. September 2020, Autor: Ralph Erdenberger, Redaktion: Michael Rüger.
- Zaschka-Three-Wheeler - Krasses Ding! Die kuriosesten Erfindungen aus Berlin, 100% Berlin von rbb 88.8 vom 13. Mai 2022, Folge 126 des rbb 88.8-Podcasts "100% Berlin".

## Werk

### Schriften
Monographie

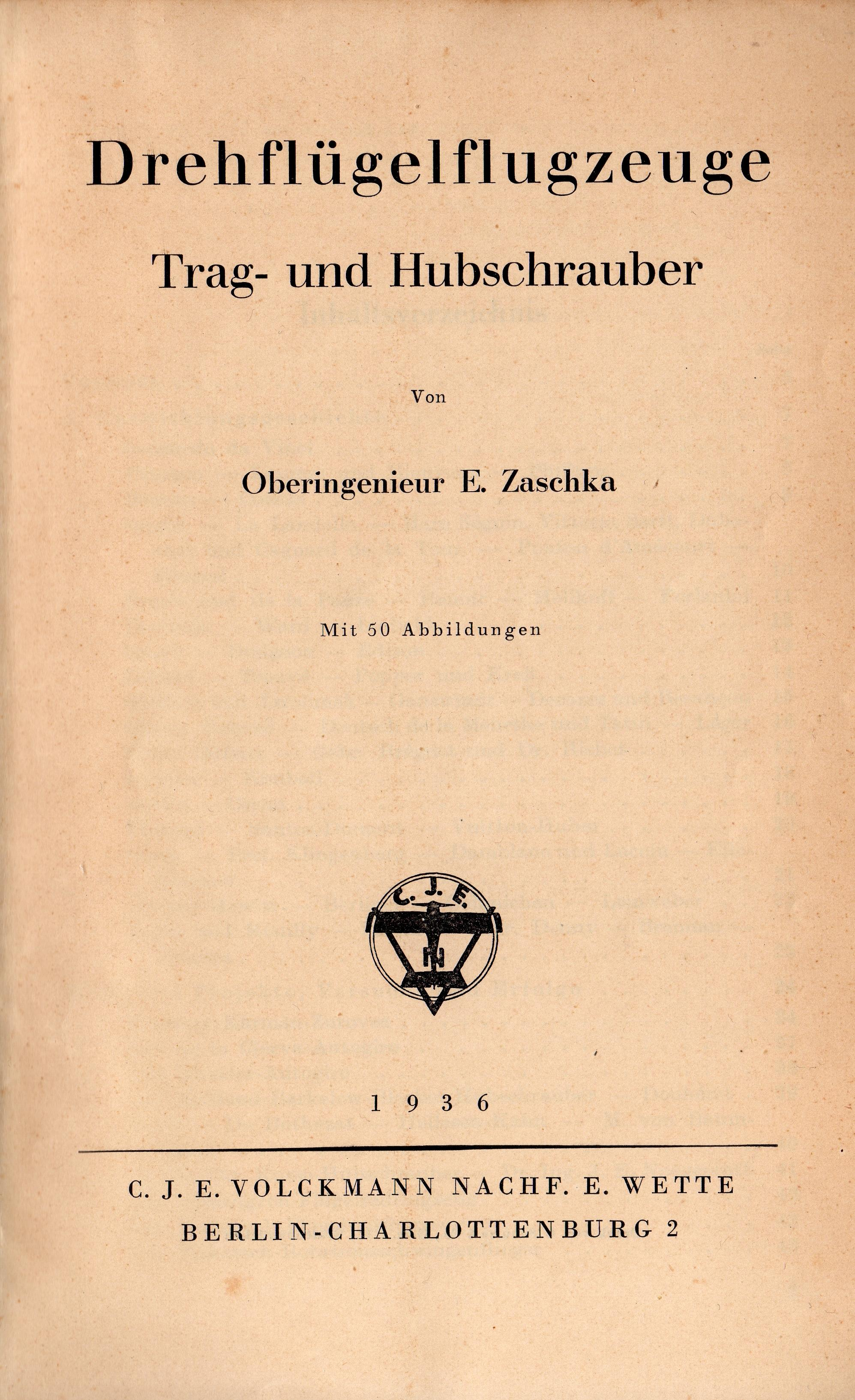
Titelblatt von Zaschkas Buch Drehflügelflugzeuge. Trag- und Hubschrauber aus dem Jahr 1936.

- Drehflügelflugzeuge. Trag- und Hubschrauber. C. J. E. Volckmann Nachf. E. Wette, Berlin-Charlottenburg 1936, OCLC 20483709, DNB 578463172.

Es handelt sich dabei um eine der ersten Veröffentlichungen über das Wesen des Trag- und Hubschraubers. Sie richtete sich insbesondere an Flugzeugkonstrukteure sowie an Förderer des Drehflügelflugzeugbaus.
Die Schrift gliedert sich in A: Entwicklungsgeschichte, angefangen bei Leonardo da Vinci – B: Neuere Projekte, Versuche und Erfolge, unter anderem Petróczy-Kármán-Zurovec, Cierva, Rieseler, Strandgren, Rohrbach, Piskorsch, Maitland-Barkelew-Bleeker, Nagler, Hafner, d’Ascanio, Florinne, Asbóth, Lamés, Bréguet-Dorand und weitere. C: Theorie und Konstruktionsrichtlinien und D: Zukunftsaussichten des Hubschraubers. Zaschkas eigene Hubschrauber sind ebenfalls dokumentiert und abgebildet. Im Vorwort schreibt Zaschka:

„Wir sind zwar Beherrscher der Luft und können Erdteile und Ozeane überqueren, aber das nächste Hausdach haben wir mit unseren Luftfahrzeugen noch nicht erobert. Die Erfüllung dieses Wunschtraumes erhoffen wir, neben vielen anderen Möglichkeiten, von dem Hubschrauber.“

Artikel (Auswahl)
Engelbert Zaschka veröffentlichte diverse Fachartikel in technischen Zeitschriften, unter anderem:
- Moderne Konstruktions-Richtlinien im Motorradbau. In: Der Motorwagen Jg. 26, Nr. 35–36, Dezember 1923, S. 488–491.[41]
- Maschine zum autogenen Schneiden von Wellen. In: Der Motorwagen.[42]
- Die Dame und das Motorrad. In: Motorrad-Sport, -Verkehr und -Technik. Nr. 4, 1924, S. 18–19.

### Patente

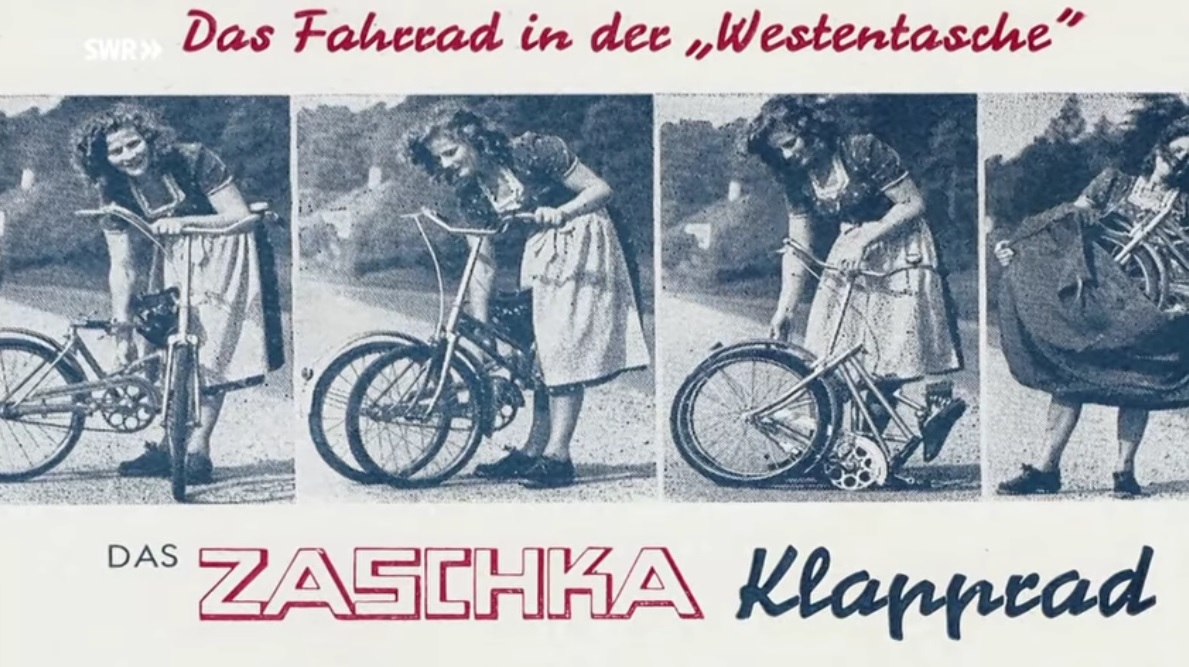
Zaschka Klapprad/Faltrad aus den 1930er bzw. 1950er Jahren.

Engelbert Zaschka wurden zwischen 1919 und 1953 mehrere Patente erteilt. Es sind derzeit 10 Patente bekannt, darunter die Hubschrauber-Patente, Patente auf Motoren und auf ein Faltrad.
Der Spiegel spricht von 82 Patenten, die Zaschka insgesamt angemeldet habe.
- Patent  DE330202: Gewölbter Kochgeschirrabgiessdeckel, der als Reibeisen und Sieb benutzt werden kann. Angemeldet am 21. Februar 1919.‌
- Patent  DE573961: Hubschraubenflugzeug. Angemeldet am 19. Juni 1926.‌
- Patent  GB272962: Improvements in or relating to Helicopter Flying Machines. Angemeldet am 20. Juni 1927.‌
- Patent  US1779524: Helicopter. Angemeldet am 29. Juni 1927.‌
- Patent  DE512513: Triebwerk für Maschinen mit hin und her gehenden Kolben, deren Pleuelstangen durch auf der Triebwelle sitzende Exzenterscheiben betaetigt werden. Angemeldet am 12. April 1929.‌
- Patent  US1944052: Portable power plant. Angemeldet am 21. April 1930.‌
- Patent  FR1019111: Bicyclette. Angemeldet am 26. Mai 1950.‌[43]

### Musikwerke

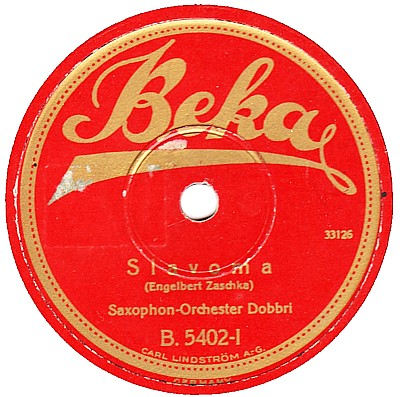
Schellackplatte mit der Aufnahme von Slavoma; Label „Beka“ (LC 0026), Katalognummer B 5402, Matrizennummer: 33126, Saxophon-Orchester Dobbri, Berlin

Als Komponist schuf Engelbert Zaschka Unterhaltungsmusik, u. a. Slavoma – der neueste Tanz (1925), der mindestens zweimal aufgenommen wurde: vom Orchester Bernard Etté und vom Saxophon-Orchester Dobbri unter der Leitung von Otto Dobrindt. Ferner schrieb und komponierte er den Schlager Wer hat denn bloß den Hering am Schlips mir festgemacht? (1928).
Video auf YouTube - Bernard Etté Tanz-Orchester, Slavoma, The Dance of 1925-26, Engelbert Zaschka, Modetanz.